# IC 2797
IC 2797 ist eine linsenförmige Galaxie mit aktivem Galaxienkern vom Hubble-Typ S im Sternbild Löwe auf der Ekliptik. Sie ist schätzungsweise 922 Millionen Lichtjahre von der Milchstraße entfernt und hat einen Durchmesser von etwa 110.000 Lichtjahren.

Im selben Himmelsareal befinden sich unter anderem die Galaxien NGC 3666, IC 2792, IC 2795, IC 2807.
Das Objekt wurde am 27. März 1906 von dem deutschen Astronomen Max Wolf entdeckt.